# 생방송 경제광장
생방송 경제광장은 대한민국에서 월~금 오전 7시 30분~8시에 텔레비전으로 방송하는 MBN의 아침 경제 뉴스 프로그램이다.